# Pâturin des prés
Poa pratensis
Espèce
Classification phylogénétique
Le pâturin des prés (Poa pratensis) est une plante herbacée vivace très commune de la famille des Poaceae.

## Description

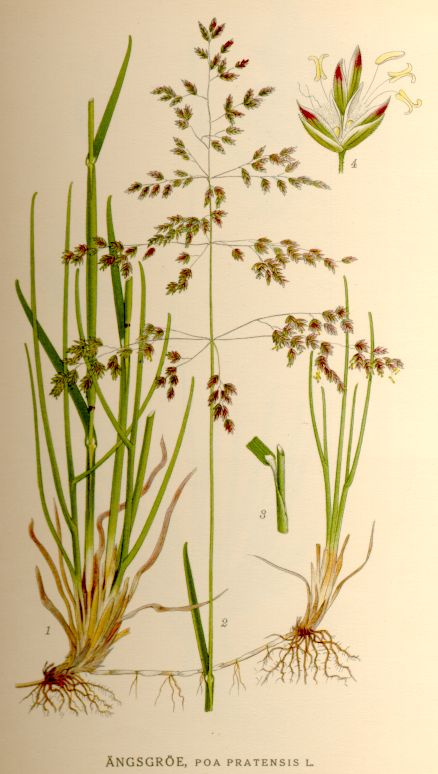
Pâturin des prés, planche botanique

Il s'agit d'une plante vivace à rhizomes traçants de 15 à 40 cm de hauteur, ce qui en fait un meilleur gazon que le pâturin annuel.

## Variétés cultivées
Près de 10 variétés sont inscrites au Catalogue officiel des espèces et variétés ; elles ont été créées par 9 entreprises de sélection et plus de 190[Passage contradictoire] sont inscrites au Catalogue européen .

## Utilisation
Le pâturin des prés est utilisé pour constituer des pelouses denses et rustiques. Il peut aussi être considéré comme une mauvaise herbe.
C'est aussi une plante fourragère de bonne valeur alimentaire mais de rendement médiocre. On la rencontre fréquemment dans les prairies permanentes où elle présente l'avantage  de combler rapidement les trous laissés par le surpâturage ou la sécheresse.

## Sources
Skye Flora